# مولاو
مولاو (به آلمانی: Molau) یک منطقهٔ مسکونی در آلمان است که در مولاور لاند واقع شده‌است. مولاو ۵۵۱ نفر جمعیت دارد.